# Кампо-Феличе
Кампо-Феличе (итал. Campo Felice) — впадина в горной группе Велино — Монте-Окре в итальянской области Абруцци.

## Описание
Карстовый бассейн, вероятно ледникового происхождения, в горной группе Велино — Монте-Окре, длиной около 10 км и средней шириной 2 км, с дном на высоте около 1500 м над уровнем моря. Находится между горой Чефалоне на северо-востоке и горой Пуццилло на юго-западе. Важные зимние туристические и спортивные мероприятия.